# アルブタール交通GT6-EP形電車
アルブタール交通GT6-EP形電車（アルブタールこうつうGT6-EPがたでんしゃ）は、カールスルーエや郊外地域を結ぶ鉄道路線を運営するアルブタール交通がかつて所有していた電車。郊外路線の近代化に合わせて導入された。

## 概要
ドイツの都市・カールスルーエと郊外の各地域を結ぶアルブタール鉄道では、長らく行われていなかった近代化の一環として、軌間の変更（1,000 mm→1,435 mm）によるカールスルーエ市内の路面電車（カールスルーエ市電）への直通運転が実施される事が決定した。それに合わせてラシュタット車両工場で製造が実施された形式がGT6-EP形である。
片運転台式の2車体連接車で、車体デザインは同時期にデュッセルドルフ車両製造（→デュワグ）が導入した3車体連接車のGT8-EP形と同一であった。また、当時はカールスルーエ市電向けにも連接車の導入が行われていたが、アルブタール鉄道に直通するGT6-EP形やGT8-EP形は座席数が増設され緑色の人口皮革が張られていた。また、台車カバーは脱線を防ぐため幅広になっていた他、警報信号として必要なホイッスルの設置と言った、鉄道路線であるアルブタール鉄道での運用に適した設備が存在した。営業最高速度は60 km/hであったが、70 km/hでも走行可能な設計となっていた。
形式名の「EP」は電空協調制御（elektropneumatischer Schützensteuerung）を意味しており、営業運転時は最大2両（カールスルーエ市電区間）および3両（アルブタール鉄道区間）、旅客を乗せない場合は最大5両まで総括制御による連結運転が可能な構造となっていた。電気機器については、5両（8 - 12）はブラウン・ボベリ、3両（13 - 15）はキーペが製造を担当した。
1959年に8両（8 - 15）が製造され、アルブタール鉄道とカールスルーエ市電を直通する系統で使用された。その後、利用客の増加に伴いデュッセルドルフ車両製造製の中間車体を新造し3車体連接車に改造する工事が行われ、1961年から1967年にかけて全車ともGT8-EP形に編入された上で1990年代まで営業運転に使用された。

## 参考資料
- Jochen Allgeier (6 February 2013). Die Entstehung des Karlsruher Stadtbahnsystems 1957 bis 2004 (Report). Karlsruher Institut für Technologie. 2024年10月2日閲覧。